# Pleurophorus pannonicus
Pleurophorus pannonicus är en skalbaggsart som beskrevs av Rudolph Petrovitz 1961. Pleurophorus pannonicus ingår i släktet Pleurophorus och familjen Aphodiidae. Inga underarter finns listade i Catalogue of Life.